# Angel Dust (film)
Angel Dust è un film del 1994, diretto da Gakuryū Ishii.

## Trama
Si susseguono nella metropolitana di Tokyo una serie di misteriosi omicidi, tutti per avvelenamento e al medesimo orario. Suma, psicologa criminale, indaga sulla vicenda, avvalendosi dell'aiuto del suo ex Aku, già suo collaboratore. Suma scoprirà che tutti gli omicidi sono incredibilmente connessi al suo passato.